# Vladimir Prokhorovitch Amalitsky
Vladimir Prokhorovitch Amalitsky (en russe : Влади́мир Про́хорович Амали́цкий, né le 13 juin 1860 à Stariki, actuelle Ukraine, alors sous la domination de l'empire russe, et mort le 28 décembre 1917 à Kislovodsk) est un paléontologue et géologue russe, professeur à l'université de Varsovie, ayant participé à la découverte et à l'excavation de la faune de vertébrée fossile datant du Permien supérieur de la rivière Dvina Nord, district d'Arkhangelsk, situé au nord de la Russie européenne. Il est connu pour avoir fait un certain nombre d'études décrivant les restes fossiles d'amphibiens, de sauropsides et de synapsides du nord de la Russie.

## Biographie
Vladimir Prokhorovitch Amalitsky né le 13 juin 1860 à Stariki (ru), district de Jytomyr (en), dans le gouvernement de Volhynie, en Empire russe.
En 1883, il est diplômé du Département Naturel de la Faculté de Physique et de Mathématiques de l'université de Saint-Pétersbourg. Il est par la suite engagé dans la recherche géologique sous la direction des professeurs Alexandre Inostrantsev (ru) et Vassili Dokoutchaïev. Depuis 1883, il travaille comme conservateur des collections du Cabinet géologique de l'Université (aujourd'hui Musée paléontologique et stratigraphique de l'Université d'État de Saint-Pétersbourg).
En 1890, il devient professeur extaordinaire (ru) du Département de géologie et de paléontologie de l'université de Varsovie.
En 1898, alors qu'il étudie les dépôts du Permien le long des rivières Sukhona et Dvina septentrionale, dans les lentilles sablonneuses des dépôts de Sokolki, près du village de Novinki (en), découvrit la plus riche collection de lézards ressemblant à des animaux d' une exhaustivité et d'une préservation étonnantes. Des entrailles de la terre, les os de tétrapodes préhistoriques extravagants ont été extraits - à la fois connus et inconnus de la science de l'époque. V. P. Amalitsky, en tant que découvreur, leur a donné les noms: Kotlassia (en), Dvinia (en), Dvinosaurus et sa découverte la plus connue, Inostrancevia, nommé en l'honneur de Alexandre Inostrantsev.
Les résultats des fouilles ont dépassé toutes les attentes et ont fait sensation dans le monde scientifique, les découvertes ayant été qualifiées de « trésor national », et le scientifique V. P. Amalitsky a acquis une renommée mondiale. De nombreux vestiges de la faune de Severodvinsk (ru) (squelettes, crânes et ossements individuels) forment la galerie Severodvinsk du Musée paléontologique de Moscou, présentant l'une des plus riches et des meilleures collections de faunes vertébrées anciennes au monde.
Il meurt subitement le 28 décembre 1917 dans la ville de Kislovodsk.